# Olympische Sommerspiele 1952/Kanu – Einer-Kajak 500 m (Frauen)

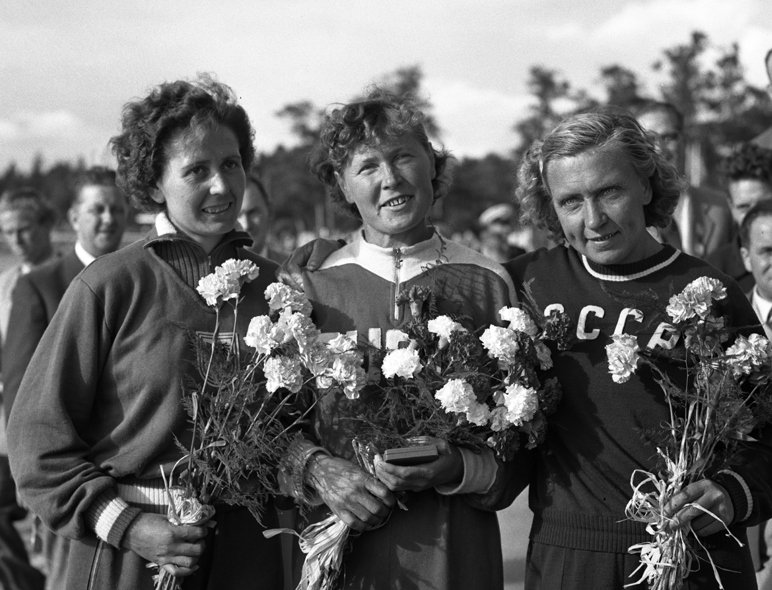
Gertrude Liebhart, Sylvi Saimo und Nina Savina bei den olympischen Spielen in Helsinki

Die Rennen im Einer-Kajak über 500 Meter bei den Olympischen Sommerspielen 1952 wurden am 28. Juli im Soutustadion in der finnischen Hauptstadt Helsinki ausgetragen.
Aus den drei Vorläufen qualifizierten sich die jeweils drei schnellsten Teilnehmerinnen für das Finale, das die Lokalmatadorin Sylvi Saimo für sich entscheiden konnte.

## Ergebnisse

### Vorläufe

#### Vorlauf 1
| Rang | Athletin          | Nation     | Zeit       |
| ---- | ----------------- | ---------- | ---------- |
| 1    | Sylvi Saimo       | Finnland   | 2:20,1 min |
| 2    | Gertrude Liebhart | Österreich | 2:41,7 min |
| 3    | Cecília Hartmann  | Ungarn     | 2:23,8 min |
| 4    | Eva Marion        | Frankreich | 2:24,8 min |
| 5    | Anna-Lisa Ohlsson | Schweden   | 2:28,3 min |

#### Vorlauf 2
| Rang | Athletin         | Nation           | Zeit       |
| ---- | ---------------- | ---------------- | ---------- |
| 1    | Nina Sawina      | Sowjetunion      | 2:22,1 min |
| 2    | Bodil Thirstedt  | Dänemark         | 2:24,9 min |
| 3    | Marta Kroutilová | Tschechoslowakei | 2:27,1 min |
| 4    | Shirley Ascott   | Großbritannien   | 2:34,4 min |

#### Vorlauf 3
| Rang | Athletin                   | Nation         | Zeit       |
| ---- | -------------------------- | -------------- | ---------- |
| 1    | Lida van der Anker-Doedens | Niederlande    | 2:24,4 min |
| 2    | Josefa Köster              | BR Deutschland | 2:26,2 min |
| 3    | Therese Zenz               | Saarland       | 2:26,9 min |
| 4    | Elisa Sidler               | Schweiz        | 2:43,1 min |

### Finale
| Rang | Athletin                   | Nation           | Zeit       |
| ---- | -------------------------- | ---------------- | ---------- |
| 1    | Sylvi Saimo                | Finnland         | 2:18,4 min |
| 2    | Gertrude Liebhart          | Österreich       | 2:18,8 min |
| 3    | Nina Sawina                | Sowjetunion      | 2:21,6 min |
| 4    | Lida van der Anker-Doedens | Niederlande      | 2:22,3 min |
| 5    | Bodil Thirstedt            | Dänemark         | 2:22,7 min |
| 6    | Cecília Hartmann           | Ungarn           | 2:23,0 min |
| 7    | Marta Kroutilová           | Tschechoslowakei | 2:23,8 min |
| 8    | Josefa Köster              | BR Deutschland   | 2:25,9 min |
| 9    | Therese Zenz               | Saarland         | 2:27,9 min |

## Weblink
- Ergebnisse